# Río Marka (Aksaút)
El río Marka (en ruso: Марка) es un río del Gran Cáucaso en el distrito de Zelenchuk de la república de Karacháyevo-Cherkesia del sur de Rusia. Es un afluente del río Aksaút, uno de los componentes del Mali Zelenchuk, que desemboca en el río Kubán.

## Curso
Nace en los glaciares de la vertiente norte del pico Bolshaya Marka (3758 m), el curso del río baja por un valle de alta montaña por 19.5 km en dirección predominantemente norte hasta la orilla derecha del Aksaút en su curso medio.
Sus principales afluentes son el río Málaya Marka (derecha, curso medio), que baja de la vertiente norte del monte Azgek, y el Bolshaya Marka (derecha), pequeño arroyo que desemboca en el Marka casi en su desembocadura en el Aksaút.